# サルゲッチュ ウキウキ大作戦!
『サルゲッチュ ウキウキ大作戦!』（サルゲッチュ ウキウキだいさくせん）は、後藤英貴による4コマ漫画作品。ソニー・コンピュータエンタテインメントから発売されているゲームソフトである『サルゲッチュ』シリーズを原作としている。『月刊コロコロコミック』（小学館）において1999年6月号から2011年10月号まで連載、『別冊コロコロコミック』（同）にて2004年8月号から2011年10月号まで連載された。単行本はてんとう虫コミックスペシャルにてカラーページ付きで5巻まで発売されたが、作者のパソコンが壊れた事によりカラーページ等のデータが消失。以降はタイトルを『サルゲッチュ』と改め(雑誌では「ウキウキ大作戦」のサブタイトルはついたまま)、通常のてんとう虫コミックスと同じサイズで新1巻から再び刊行し始めた（サイズが特殊だと書店で他の漫画と一緒に並べられないという理由もあった）。リニューアル前は全5巻。リニューアル後は全9巻である。

## 概要
ギャグ展開中心の4コマ漫画で、『コロコロ』では長期連載の部類に入る。個性豊かなピポサル達を毎号異なるテーマに絡め、各々の個性を生かしたオチが特徴。他にも必ずしもピポサルである必要の無い、あるいはピポサルが絡まないネタも多く、その内容は多岐に渡る。ピポサルの種類が多様化する以前は後者のパターンが主であった。
登場人物のほとんどがサルであり、主要キャラを含めても人間キャラは少ない。当初は原作に沿って、ピポヘルを被った猿がピポサルとなり町で暴れているという内容だったが、いつしかピポサルが普通の住民であるサルの世界となっていった（公式サイトの掲示板で作者も認めるほど）。故に「ピポサルを捕まえる」という原作のメイン要素は最初期か特別編等のごく一部にしか見られず、モブキャラクターとしての人間もあまり登場しない。しかしピポヘルを外したピポサルが普通の猿に戻って野生に帰ったりと、時折思い出したように当初の設定が描かれ、最終回でも初期設定に準拠した結末を迎えるなど、詳細な世界観については曖昧にされている。
当初は基本設定は一作目に準拠していたが、『2』が発売する頃からは主人公がカケルからヒカルに交代し、続いて登場したウッキーファイブが主要キャラとなった事で、『2』準拠の内容に移行。そのまま連載終了まで『2』をベースとし、『3』や『サルバト～レ』等の後発作品に関しては発売前後に特別編として描かれたり、ピポサルの種類を取り入れる程度であった。
なお、『月刊コロコロコミック』2000年4月号より2001年2月号まで休載していた（作者はこの頃『クラッシュバンディクー かっとび!スピンワールド』を執筆していた）。

## 登場人物
原案のキャラクターの詳細はサルゲッチュの登場キャラクターを参照。
スペクター
原作での敵役だが、本作では主役のヒカルよりも出番が多く、実質的な主人公を務める。基本的にスペクターがピポサル達に何かをさせる形で進行する。本作でも世界征服をたくらんでいるが、上手くいかない。また、ピポサル達からも恨まれている模様で酷い目にばかり遭うが、逆に彼自身もやり返す事が多い。人気投票では一位になったが、チャルから「人気なしナンバー1」を表彰されるなど、酷い目に遭っていた。リアル猿に戻るとマンドリルのような姿になる。無人島や化石発掘など10年以上も遡ったこともある。
「地球防衛大作戦編」では隕石を食い止める際「世界制服する者は地球を守る者なんだー！」と発言し、自らが花火となったがウッキーレッドに救われた。
グレート戦隊ウッキーファイブ
スペクターの配下の五人組。五人とも設定は原作と相違無い。サル故に出番が多く、スペクターに次いで準主人公的立場にある。デザインは『2』のもので固定（カラーページで『サルサル大作戦』の姿になった事はある）。初登場時はこの5人以外にも存在したが、以降は5人のみとなっている。
ウッキーブルー
生足でも足が速く、それ故に家事などの人の手伝いもこなせるが逆に置いてけぼりにすることもある。マラソンでは常に一位を取る程の実力者だが、公道でも猛スピードで走った事が災いしてスピード違反で検挙という災難に見舞われた事もあった。また、そのカリスマ性から多くの女子に惚れられている。他のメンバーと揃ってバレエを披露した時は彼だけ恥ずかしがっていた。
ウッキーイエロー
ヒカルだけでなくカケルにも好意を寄せている。主にその重さと食欲をネタにされている。合体を披露する時は他のメンバーを、マジックを披露する時はF1カーを食べていた。自転車ダイエットや人気ポスターによる宣伝で痩せた事があった。美少女系マンガや恋愛ロールプレイングゲームを作るのが得意。DVDの映像で映し出された時はホラー映画のようなおぞましい姿で登場していた。
ウッキーピンク
ウッキーファイブの紅一点。侮辱した者は容赦なく制裁していく。馬鹿力で机や自販機を壊したりするトラブルメーカー。その力をスペクター達に利用されることもある。店員を務めることもある。事あることにトラブルに巻き込まれ、その際には「気にしないで」と言いつつもキレて仕返しするのがお約束となっている。また、音楽関係の事では常に相手を脅して八百長をさせている。カードゲームとして登場した時は貧弱のカードだったが、馬鹿カードと併用することで大幅にパワーが上がり、スペクターを殴り飛ばした。
ウッキーホワイト
主に発明を担当しているが役に立たないことが多く、逆に発明に熱中し過ぎて死亡したことがあった。老人だがある回ではアフロサルの気ぐるみを着ており、老人とは思えないダンス裁きを披露した。一度だけ研究家のライバルであるハカセと手を組み、若返る発明品を二度も作って自分を若返らせようとするが、いずれも失敗している。幼少期はスペクターそっくりだった。
ウッキーレッド
主にオナラをネタにされる。格闘競技の選手として頻繁に登場するが、メガネが無いと目が見えない。自分の部屋にはオナラ消臭用の換気扇が設置されており、窓は多重式になっている。「地球防衛大作戦編」では乗り物の操作が苦手であることが判明し、自分の命と引き換えに隕石を破壊したスペクターを救出するも最後は不時着してしまった。
ピポサル
漫画で一番多く登場している。「ウキ」としか喋らず、基本的に人間の言葉を話す事は無いが、喋れるようになる発明品を使った時は相手を罵倒する様な言葉を話した。標準のものの他に、忍者サル、カニサル、ヤギサル、殿様サル、ゾンビサル、サルサルマン、テナガサル等、実に様々な種類が存在する。ある回では着ぐるみを着ているだけの謎の生物だった事すらある。ピポヘルを外すとただの猿に戻る（戻らなかった事もある）。後期では猿に戻ると普段とはかけ離れたリアルな外見になり、最終回では全員がピポヘルを外してリアル猿になった。
ウキウキ大作戦3巻では黄金のピポヘルを被ったピポサルも登場。泉の精霊に持って行かれたり、コマにされたりと扱いを受けていたが、最終的に他のピポサルのパワーを吸い取って巨大化した。スペクターの活躍で黄金のピポヘルが取れたが、電池切れで曜日によって属性が変わることが判明するも、水曜日になったことで水たまりとなって消えた。
最終回ではピポヘルの期限切れで前述の通り元の猿に戻ったが、実はただの電池切れであったため、スペクターに再びピポヘルをバラ撒かれてピポサルに戻り、更には他の動物までピポヘルをかぶってしまった。
カケル
『サルゲッチュ』、『ガチャメカスタジアム サルバト～レ』等、及びスピンオフ作品の主人公。主にツッコミ役。元々ナツミから「あんた主役だっけ？」と言われるほど主人公としては影が薄かったが、ヒカルに主役争奪戦で敗れて以降は更に出番が減る。それでもシリーズとしてはメインの主人公であるため、特別編やカラーページなどでは再び主役を務めていた。ヒカルと比べて思いやりの心が強く、サルサルマンやヒロキとの関係も深い。特にヒロキに年賀状を届けた数少ない人物である。
ナツミ
カケルのガールフレンド。初期を除けばボケる事は皆無で、専らツッコミ役か弄られ役である。主にピポサル達や祖父の発明の被害に遭う。それ故、「キャー！」「イヤー！」など悲鳴を上げることが多い。まだ中学生だが、後期では店員やホテル等の従業員を務めることが多かった。
ヒカル
『2』の主人公。作中で堂々とカケルを引き摺り下ろして主人公に就く。しかしこの漫画はピポサルが主役と言える内容（『コロコロコミック』掲載時に欄外に「漫画の主役はサル」と書かれた事がある）なので、主役にしては出番は多いとは言えない。ツッコミ役だが稀に本人がボケる事もある。気になるところには行きたくなるタイプだが、ピポサル専用のものに逆に苦戦することが多い。エレベーターの重量オーバーで一回だけ死んだことがある。
「ウキドキタイムトリップ編」での未来ではピポサルの為にシェフになっていたり、ハカセそっくりの姿になっていたりとろくな目にあっていない。
特別編には基本的には未登場だが、『サルバト～レ』のカラーページの回で1コマだけ登場していた。
常に鼻に絆創膏を付けているが、実は絆創膏ではなく毛穴パックであった事が最終回で明かされた。
ヒロキ
本作では存在感の薄いキャラ。人気投票で候補から入っていなかったときもあり、ゲーム本編でも影の薄さをネタにされるほどである。スポーツ関係のものでは選手ではなく審判やラインズマン役を任されたりとぞんざいな扱いを受けているが、逆にカケルやヒカル等が登場しない回でもカケル達を差し置いて登場した事もある。優柔不断でカラオケで歌おうとしたら部屋がいつの間にかもぬけのカラになっていたり、巨大なビニールプールを夜遅くまで膨らませていたりしている。終盤はほとんど姿を見せなかったが、ピポサル小学校編では主役になったり、最終巻ではいくらか出番があった。前者ではピポサルをピポサル小学校へ案内してあげた時に手違いで入学させられてしまい、ピポサルにいつも振り回された。
ハカセ
ナツミの祖父。ピポヘル、ガチャメカの開発者。ピンク色のパンツを履いている。ガチャメカ以外にも様々な発明を行なうが、ウッキーホワイトと同様にどれも全然役に立たない。中には技術的に高機能を備えたものもあるが、役に立たない。そして肝心のガチャメカも役に立った試しが無いが、自分の為に作った発明品は結構役に立っている。メカの関わらないネタではナツミ同様、ピポサル達の被害に遭う。ハゲ頭をネタにされる事も多い。
バナナちゃん
漫画オリジナルキャラクター。ピポサルに恋するバナナの女の子。初期は頻繁に登場したが、後期はたまに姿を見せる程度であった。
ピポッチ
『2』から登場した、赤ちゃんピポサル。その無邪気さが時にトラブルを起こす。また、赤子にも関わらず多才な一面も見せる。
アンサールズ
アンガールズがモデル故、とてものっぽでとても貧弱なピポサル。主に手足の長さをネタにする（される）。最終巻では最終回の扉絵にのみ登場した。
チャル
原作ではハカセが作ったプログラム、あるいはアンドロイドだが、漫画では特に説明が無いため詳細は不明。少なくともナツミとは知り合いである様子。主にニュースキャスターや、テレビ番組や人気投票の授賞式の司会者などを務める。特に紹介などは無く自然に登場し、前述のポジションを確立している。ただニュースを読み上げるだけの出番も多いが、ボケ役としても登場する。また、サル語が理解できる可能性がある。一度だけ顔芸を披露した事がある。『サルバト～レ』発売後はゲームに合わせてポニーテールになり、目も独特の形になった。『ミリオンモンキーズ』発売後は更にデザインが変更されている。
作者によるとテレビ内での登場が主なのは原作初期（実体の無いプログラムだった頃）のイメージが強い為であるという。ただし、普通に登場する事もあるのでその限りではない。
作中では名前は一切出ていない。後藤は最終巻の全キャラクター紹介で初めて名前を出すつもりであったが、実際の単行本では担当編集者の勘違いでサル扱いされており、「キャスターサル」と紹介されてしまった。これには後藤もブログにて不満を述べている。
ピポトロン3(サン)トリオ
『サルバト～レ』の影の主人公であり、その発売記念の回に登場。この漫画では体を黒く塗っているだけで、実際は白い体である。または、日焼けサロンで焼いただけだった。その後は長らく登場しなかった。
同じく『サルバト～レ』のもう一人の主人公であるハルカは本編には扉絵に一度出た他、カラーページに一コマだけ登場している（最終巻に収録）。
サトル
『サルゲッチュ3』の主人公であり、本作では特別編の主役となった。だが以降は背景程度でしか登場していない。カケル、ヒカルに比べて口が悪く、好戦的な性格だが、特別編では悲惨な目に遭う事が多く、終いにはサル以下の扱いを受けていた。
なお、『3』のもう一人の主人公であるサヤカは、『月刊コロコロコミック』2005年4月号と2005年10月号に描かれた事はあるものの、コミックスには一度も載っていない。
後藤英貴
作者。基本的におまけ漫画の登場人物だが、ごく稀に本編にも一般市民や漫画家として登場する。
人魚
ウキウキ大作戦第2巻に登場した、非常に小さい人魚。スペクターに捕まるが、その小ささ故に猫に攫われたリ排水口に流されるなどのトラブルに見舞われる。食べ物を与えた事で顔のパーツ以外が人間大になりスペクターに惚れられるが、結局元の大きさに戻って排水口に消えた。その際に置いて行った玉手箱でスペクター達を魚人（半魚人）に変えてしまう。スペクター達は元に戻るために人魚を探しに行くが、結局人魚と再会する事は適わず彼ら自身が見世物にされてしまい、その意図は最後まで謎のままであった。
犬
ごく稀に登場するペット。初期はナツミのペット「シロ」が迷子になっており、同情したピポサルがスペクターの城そっちのけで犬小屋を建てていた（初対面の為か立て札にはポチと名づけられていた）。後期に登場したのはピポサルに土下座をさせたり、ヒロキの家を乗っ取ったり、テーブルマナーを守っていたりと多彩な一面もある。
ドラ猫
主に物を盗んでおり、作中では八百屋の魚やカケルのお小遣い、ヒカルのノートを盗んでいた。研究サルの研究品によりトラに進化し、ヒカルを襲っていた。

### 他作品のゲストキャラクター
- ノバうさ
- ガッツ石松
- ダンディ坂野
- じーさん、校長（絶体絶命でんぢゃらすじーさん）
- ケシカスくん（同名の作品）
- 木下ベッカム（ペンギンの問題）
- 孫悟空（西遊記ヒーローGO空伝）
- 天童星（推理の星くん）
- 小タマ（小ガエルの幼少期）
- タモリ

## 備考
- 雑誌掲載時のカラーページ分は単行本巻頭などに掲載されているが、作者のパソコン故障によるデータ消失の為、単行本未掲載のカラーページが存在する。
- 『サルゲッチュ2』のおまけ要素としてこの漫画のカラーページの四コマがいくつか収録されている。
- サルゲッチュシリーズの攻略本にはおまけ漫画として本作が掲載される事も多い。
- 「21世紀子ども百科」の「漫画」という項目の起承転結の例としてこの漫画の「スキー場」が採用された。
- お笑い芸人のよゐこが漫画の原作を手伝っていたが、メンバーの有野晋哉曰く「『ウソやろ』って言うくらい何回も会議したのにギャラがほとんど振り込まれなかった」との事。[8]

## 単行本
てんとう虫コミックススペシャル
- サルゲッチュ ウキウキ大作戦1 （2001年8月25日発売　ISBN 4-09-149373-4）
- サルゲッチュ ウキウキ大作戦2 （2002年6月25日発売　ISBN 4-09-149374-2）
- サルゲッチュ ウキウキ大作戦3 （2004年1月25日発売　ISBN 4-09-149375-0）
- サルゲッチュ ウキウキ大作戦4 （2004年7月25日発売　ISBN 4-09-149376-9）
- サルゲッチュ ウキウキ大作戦5 （2005年2月25日発売　ISBN 4-09-149377-7）

てんとう虫コミックス（てんとう虫コロコロドラゴンコミックス）
- サルゲッチュ1 （2005年7月28日発売　ISBN 4-09-143381-2）
- サルゲッチュ2 （2006年8月25日発売　ISBN 4-09-140180-5）
- サルゲッチュ3 （2007年7月28日発売　ISBN 978-4-09-140345-2）
- サルゲッチュ4 （2008年5月28日発売　ISBN 978-4-09-140544-9）
- サルゲッチュ5 （2009年3月27日発売　ISBN 978-4-09-140789-4）
- サルゲッチュ6 （2010年1月28日発売　ISBN 978-4-09-140893-8）
- サルゲッチュ7 （2010年7月28日発売　ISBN 978-4-09-141084-9）
- サルゲッチュ8 （2011年2月28日発売　ISBN 978-4-09-141203-4）
- サルゲッチュ9 （2012年2月28日発売　ISBN 978-4-09-141396-3）